# 小行星5116
小行星5116（5116 Korsor）是一颗围绕太阳公转的小行星。1988年3月13日，保羅·詹森在霍尔拜克发现了此天体。
这颗小行星的绝对星等为37.9618307490265等。